# Путраджая
Путраджая (малайск. Wilayah Persekutuan Putrajaya / ولايه ڤرسكوتوان ڤوتراجاي, (Putrajaya: putra — принц, jaya — славный) — административный центр Малайзии. Расположен в 20 км к югу от Куала-Лумпура.
Основан 19 октября 1995 года. С конца 1999 года здесь находится рабочая резиденция премьер-министра и правительство. Назван в честь первого премьер-министра Абдула Рахмана, который был принцем (малайск. putra) по происхождению. Имеет статус Федеральной территории.
Площадь — 49 км². Население — 55 тыс. жителей (2009).
Достопримечательности: ботанический сад, мечеть Путра, мост Путра, Монумент Тысячелетия.
В 2001 году был утверждён флаг Путраджаи.

## Фотографии
- Резиденция премьер-министра Малайзии
- Перспектива города
- Мост в Путраджае
- Мечеть в Путраджае